# Меричи (Беневенто)
Меричи је насеље у Италији у округу Беневенто, региону Кампанија.
Према процени из 2011. у насељу је живело 35 становника. Насеље се налази на надморској висини од 242 м.